# DoomGuy
Doomguy (також відомий як Doom Slayer, Doom Marine) — загальна назва, що використовується для позначення головних героїв відеогор серії Doom. У всіх іграх до 2016 року DoomGuy — колишній морський піхотинець (англ. marine), що працює на Об'єднану Аерокосмічну Корпорацію (UAC), у грі 2016 року — «Doom Slayer» подається як представник зниклої людської цивілізації, що пролежав у саркофазі кілька тисяч років. В Doom і Doom 2 — єдина людина в грі. Протягом усіх ігор (до Doom Eternal та The Dark Ages) він не розмовляє. Також, в Doom 3 до нього не звертаються на ім'я: дизайнер гри, Джон Кармак заявив, що це зроблено для найкращого вживання гравців в ігровий процес.

## Появи

### У відеоіграх
Оригінальна серія (1993-1997). У перших двох частинах Doom головного героя можна побачити на фоновій картинці ігрового меню та на нижній панелі інтерфейсу. Як надають уявлення ці зображення, герой є м'язистим чоловіком з карими очима і каштановим волоссям, одягнений в зелений бронежилет з шоломом, що приховує його обличчя, на ногах зелені штани, сірі чоботи, на руках коричневі рукавички. Стрижка армійська, коротка. Оголений живіт, проте на багатьох неігрових зображеннях морпіха прес закритий. В Doom 2 він вже зображений без шолома. На панелі HUD, лице героя присутнє у жвавому вигляді: реагує на атаки, звертаючи свій погляд у бік загрози, хижо посміхається при підборі зброї і артефактів, раниться при отриманні пошкоджень, поглядає по сторонах та ін. Також судити про зовнішність персонажа можна по трупах морпіхів або спрайтах персонажів гравців у багатокористувацькій грі, де він зображений з автоматичною гвинтівкою М-16 в руках. В Ultimate Doom є заставка з Doomguy, яка показується гравцеві після проходження четвертого епізоду Thy Flesh Consumed, на якій можна розгледіти деталі його зовнішності, в тому числі і його обличчя; в руках він тримає закривавлену кролячу голову, що належить його домашньому улюбленцю на ім'я Дейзі, і дробовик. В Doom 64 морпіх трохи зменшив вагу, носить злегка змінену чорну броню, і на шоломі в нього з'явилася радіоантена. Його обличчя не показується де-небудь в цій грі. В Doom RPG 2 героя звати Стен Блазковіц.
Doom 3 (2004 рік). В Doom 3 про деталі біографії головного героя відомо не вельми багато. В новелізації гри його ім'я Джон Кейн, він колишній майор, понижений у званні і засланий на Марс охоронцем. Він показаний у грі як у міру м'язистий, міцний і розумний солдат. Вміє вміло поводитися з усіма видами зброї. Незважаючи на брутальність, у грі багато натяків на страх головного героя. Броня складається з нагрудника з кевлару і наплічників, під які надівається гумова підкладка. На самій гумовій основі кевларова пластина. За спиною кисневий балон. На поясі у нього кілька кишень для набоїв. Нижче у нього бандаж, що захищає пах, наколінники і механізовані черевики.
У самій грі він не вимовляє ні слова, але його голос можна почути під час влучання пострілу або після того, як він помирає.
В доповненні Doom 3: Resurrection of Evil у персонажа штани і броня синього відтінку, стрижка «під нуль». Сама броня зазнала змін. Нагрудник змінився на рельєфніший, змінився захист паху і наколінники з черевиками.
Серія-перезапуск (з 2016). У перезапуску першої частини Doom ім'я головного героя невідомо, проте вчені з марсіанської бази називають його «Солдатом Фатуму»; демони ж дали йому прізвисько «Кат Фатуму». У цій грі він є одним з останніх представників цивілізації Аргента з планети Аргент Д'нур, знищеної в давнину демонами. Ввійшовши до лав ордена демоноборців «Нічних стражів», герой здобув надлюдську силу та присвятив життя стримуванню демонів, щоб вони ніколи не вибралися з Пекла в інші світи. Проте його обманом було ув'язнено в саркофазі, де герой пробув тисячі років, поки не був віднайдений вченими UAC. На самому Солдаті Фатуму надіта майже невразлива до атак людської зброї броня, названа «Преторіанською». Головний герой, на відміну від минулих частин серії, здатен розправлятися з демонами голіруч, а також швидко опановує незнайому йому зброю; як слідує з подій Doom: Eternal, до ув'язнення він знищував демонів «Мечем Фатуму», він же «Горнило». Також, в Doom: Eternal він повстає проти «Нічних стражів» аби покласти край вторгненню демонів на Землю. Згодом сюжет викриває таємницю — Думґай з оригінальної серії ігор і є Солдатом Фатуму, якого колись давно «Нічні стражі» знайшли пораненого та виснаженого в Пеклі і доставили до свого світу в місто Сентинел Прайм (після чого він приєднався до «Нічних стражів» в боротьбі проти Пекла). Це робить Doom (2016) і Doom: Eternal продовженням оригінальної сюжетної лінії. Події, що відбулись до Doom (2016) висвітлює приквел Doom: The Dark Ages, де розкривається, що Думґай служив зброєю проти демонів в руках космічної раси "янголів" - Творців (які його покращили та дали бронекостюм) під час нападу армій Пекла на Аргент Д'нур. Вік Солдата Фатуму пояснюють специфікою плину часу у Пеклі, яке в свою чергу називають «виміром безчасся».
Крім серії Doom Думгай двічі з'являвся в іграх серії Quake: в Quake 3 Arena і Quake Champions він є одним із грабельних персонажів.

### В інших продуктах
В екранізації Doom передбачалося, що головну роль зіграє Двейн Джонсон, але в підсумку роль була віддана Карлу Урбану. У фільмі морський піхотинець отримав прізвисько «Демон» (англ. Reaper — Жнець) і ім'я Джон Грімм. У результаті невірного перекладу прізвиська була втрачена пасхалка персонажа — «Grim Reaper» перекладається як «Похмурий Жнець» (евфемізм смерті).
У книгах за іграми, головного героя звуть Флінн Таггарт (англ. Flynn Taggart), кличка «Флай» (англ. fly — «муха», скорочення від Flynn). В Doom 3 це ім'я можна побачити на самому початку гри, на комп'ютері з відкритою сторінкою досьє головного героя. Том Холл у своїй «Біблії Doom» пропонував назвати його Бадді Дакотом (англ. Buddy Dacote).

## Відгуки та критика
У 2009 GameDaily включив персонажа в свій список «десяти героїв ігор, які зазнають невдачі з простих причин» через його нездатність подивитися вгору і вниз в оригінальних іграх. UGO поставив його на четверте місце в своєму списку 2012 року найкращих мовчазних головних героїв у відеоіграх, відзначаючи, що йому вистачає сміливості не зронити ні слова, навіть коли він стикається з армією Пекла. У 2013 році Complex оцінив Doomguy'я під номером 16 у списку найвидатніших солдатів у відеоіграх за те, що він є «першим космічним десантником відеоігор» і «одним із класичних мовчазних протагоністів». І CraveOnline, і VGRC оцінили його як п'ятого найвидатнішого персонажа-«задираку» чоловічої статі в історії відеоігор.